# Marc Lynch
Marc Lynch là một giáo sư khoa học chính trị và quan hệ quốc tế tại Đại học George Washington,, nơi ông cũng là giám đốc của cả Viện nghiên cứu Trung Đông và Chương trình Trung Đông học.

## Tiểu sử
Lynch nhận được bằng cử nhân từ Đại học Duke và MA và tiến sĩ từ Đại học Cornell. Ngoài chức vụ giáo sư nêu trên, Lynch cũng là một thành viên cao cấp không thường trú tại Trung tâm An ninh mới của Mỹ, và trong ban biên tập của PS Political Science & Politics. Marc Lynch cũng viết một blog cho Foreign Policy.